# Deggenhausertal
Deggenhausertal là một đô thị thuộc huyện Bodenseekreis, bang Baden-Württemberg, Đức.